# Bonjon
Le Bonjon, est un ruisseau français de la région Auvergne-Rhône-Alpes, affluent de rive gauche de la Rhue, et donc sous-affluent de la Dordogne.

## Géographie

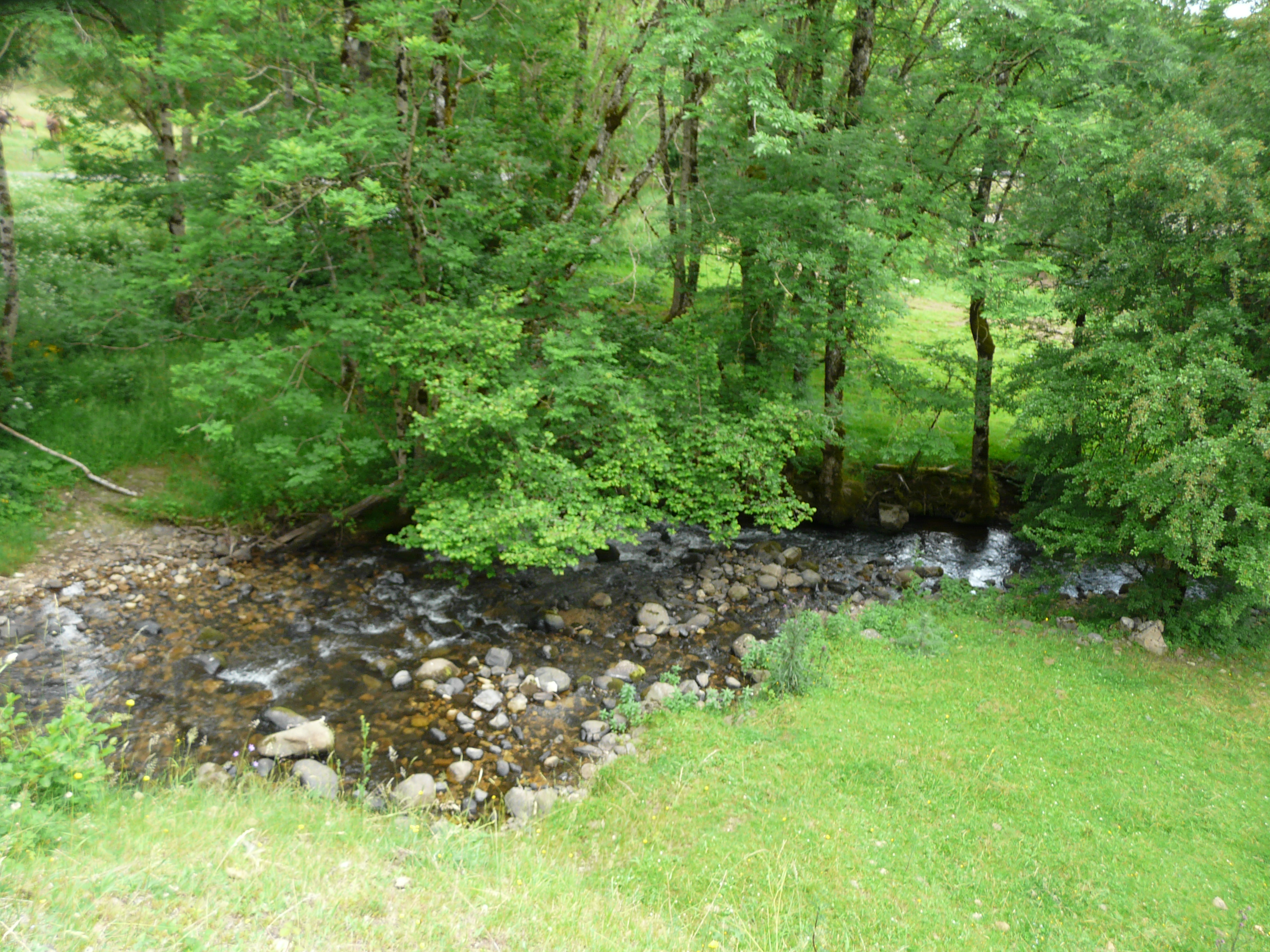
Le Bonjon à Marcenat, au niveau de la route départementale 36.

Le Bonjon prend sa source vers 1 460 m d'altitude dans le Puy-de-Dôme sur la commune d'Anzat-le-Luguet, au cœur des monts du Cézallier, au sud du buron de Tioulouze Haut, à environ deux kilomètres et demi à l'ouest du signal du Luguet.
Il pénètre presque aussitôt dans le Cantal et passe sous la route départementale 36. Sur environ trois kilomètres et demi, il marque la limite entre les communes de Condat au nord, et Marcenat au sud. Il rejoint la Rhue en rive gauche, vers 700 m d'altitude, à l’est immédiat du bourg de Condat.
Il est long de 18,7 km pour un bassin versant de 46 km2.

### Affluents
Parmi les dix-sept affluents répertoriés par le Sandre, les deux plus longs sont le ruisseau de Marvaud, 4,4 km en rive droite, et le ruisseau d'Aubijoux, long de 3,2 km, en rive gauche.

### Communes et départements traversés
Le Bonjon arrose trois communes, situées dans deux départements de la région Auvergne-Rhône-Alpes, soit d'amont vers l'aval :
- Puy-de-Dôme
  - Anzat-le-Luguet (source)
- Cantal
  - Marcenat
  - Condat (confluence)

## Monuments ou sites remarquables à proximité
Deux importantes dénivellations marquent le cours du Bonjon sur la commune de Marcenat, provoquant deux cascades : celle du Saillant et celle du Moulin de Vigouroux.